# Deseo prohibido
Deseo prohibido (trad.: Desejo Proibido) é uma telenovela mexicana produzida por Epigmenio Ibarra e Carlos Payán e exibida pela Azteca entre 28 de julho e 17 de outubro de 2008. 
Foi protagonizada por Ana Serradilla e Andrés Palacios e antagonizada por Fernando Luján, Erika de la Rosa e Manuel Balbi.

## Sinopse
Lucía Santos retorna a Puerto Edén para ajudar sua família a manter as terras que lhe pertencem. Para sua surpresa, um ejidatario corrupto vendeu o local para um poderoso grupo imobiliário. O amor chegará à vida de Lucía com Sebastián Valle Ocampo, sem imaginar que este homem representa a empresa que deixou sua família na rua. Ao descobrir a verdade sobre Sebastián, Lucía renunciará a ele e optará por buscar justiça na Cidade do México junto com sua irmã, Rebeca Santos, que mora em um bairro pitoresco. Dois propósitos movem Lucía: trabalhar para contribuir com o sustento do pai e da irmã e enfrentar o poderoso Valle Ocampo. Mas quando ela voltar para a cidade, sua paixão por Sebastián também renascerá.
Lucía e Sebastián terão que enfrentar não só uma velha guerra de ódio entre suas famílias, mas também a ex-namorada de Sebastián, que se chama Mayté, e seu melhor amigo, Juan Antonio. Mayte fará todo o possível para trazer Sebastián de volta, enquanto Juan Antonio ficará obcecado por Lucía e tentará torná-la sua.
Mas acima de tudo, Lucía e Sebastián terão que enfrentar o poderoso Don Julián, que irá interferir com todo o seu poder e artimanhas na relação entre eles. Não contente com isso, Don Julián tentará fazer de Lucía mais uma peça em seus projetos.
A mãe de Sebastián é Ana Luisa, uma bela e madura mulher que tem um caso extraconjugal com David, um jovem funcionário do Valle Ocampos. Seu pai é Roberto, um advogado de sucesso profundamente apaixonado por Ana Luisa e que não desconfia da infidelidade da esposa. Além disso, Sebastián também terá que resgatar suas duas irmãs: Elena, uma jovem conservadora que, sem saber, se tornará rival de sua mãe, e Jana, uma menina sensível e vidente, que sofrerá em primeira mão os conflitos e mentiras que sustentam sua vida. .

## Elenco
- Ana Serradilla - Lucía Santos
- Andrés Palacios - Nicolás[2]
- Aldemar Correa - Sebastián Valle Ocampo
- Fernando Luján - Julián Valle Ocampo
- Erika de la Rosa - Mayté Wilson
- Manuel Balbi - Juan Antonio Zedeño
- Dolores Heredia - Luisa Ocampo de Valle
- Arturo Beristain - Roberto Valle
- Kothan Fernandez - David Ortega
- María Fernanda Quiroz - Elena Valle Ocampo
- Tatiana del Real - Jana Valle Ocampo
- Eréndira Ibarra - Rebecca Santos
- Alan Alarcón - Ignacio